# 76-os busz (Szeged)
A szegedi 76-os jelzésű autóbusz a Mars tér (Mikszáth utca) és Szentmihály között közlekedik. A vonalat a Volánbusz Zrt. üzemelteti.

## Története
A járat eredetileg a Bartók térről közlekedett 66-os jelzéssel (1985-ben). A Mars térre történő áthelyezésekor átszámozták 76-osra. Volt egy betétjárata 76A jelzéssel, ami a Mars tér és Kecskés István telep alsó között közlekedett a tanév tartama alatt munkanapokon. A Tisza Lajos körút átépítésének idején szombat reggel is közlekedett, a piacra tartókat szállította. A járat 2004. szeptember 1-jén szűnt meg a 76-os sűrítése miatt. 2016. szeptember 26-ától a Mars tér felé is érinti a Cserepes sor megállóhelyet. 2019. május 13-ától megáll a Szabadkai út megállóhelyen is.
2018. július 31. és 2018. augusztus 9. között létezett gyorsjárata is 76G jelzéssel.
2025. Április 8. és 2025. Április 10. között a 76G járat ismét közlekedik a szabadkai úti vágányzár miatt. Szegedi tükör Március 31-ei számában olvasható

## Útvonala
| Szentmihály felé | Mars tér (Mikszáth utca) felé |
| --- | --- |
| Mars tér (Mikszáth utca) vá. – Bartók tér – Tisza Lajos körút – Dugonics tér – Kálvária sugárút – Katona József utca – Cserepes sor – Szabadkai út – Kecskés telep – Terehalmi út – Kapisztrán út – Szentmihály vá. | Szentmihály vá. – Kapisztrán út – Terehalmi út – Kecskés telep – Szabadkai út – Móravárosi körút – Katona József utca – Kálvária sugárút – Dugonics tér – Tisza Lajos körút – Bartók tér – Mars tér (Mikszáth utca) vá. |

## Megállóhelyei
| 0  | Mars tér (Mikszáth utca) végállomás                    | 26 | 5, 7, 7A, 9, 19 7F, 21, 60, 60Y, 64, 67, 67Y, 70, 71, 71A, 72, 72A, 73, 73Y, 74, 75, 76Y, 77, 77A, 77Y, 78, 78A, 79H Helyközi buszok 1374, 1375, 1441, 1503, 1504, 1506, 1507, 1510, 1513, 1515, 1516, 1517, 1518, 1841 |
| 2  | Bartók tér                                             | ∫  | 5, 7, 7A, 9, 19 60, 60Y, 67, 67Y, 70, 71, 71A, 72, 72A, 74, 76Y |
| ∫  | Centrum Áruház (Mikszáth utca)                         | 25 | 3, 3F, 4 5, 7, 7A, 8, 9, 10, 19 20, 24, 60, 60Y, 67, 67Y, 70, 71, 71A, 72, 72A, 74, 76Y |
| 4  | Dugonics tér (Tisza Lajos körút)                       | 23 | 3, 3F, 4 8, 10 20, 24, 32, 36, 74, 76Y |
| 5  | Dugonics tér (Dáni utca)                               | 22 | 3, 3F, 4 8, 10 20, 24, 32, 36, 74, 76Y |
| 7  | Londoni körút (Kálvária sugárút)                       | 21 | 3, 3F 21, 36, 77, 77A Helyközi buszok |
| ∫  | Földhivatal                                            | 19 | 3, 3F 36, 77A |
| 9  | Alkony utca                                            | 17 | 90 |
| 10 | Hajnal utca                                            | 16 | 90 |
| 11 | Szél utca                                              | 15 | 90 |
| 12 | Cserepes sor (↓) Cserepes sor (Katona József utca) (↑) | 14 | |
| 14 | Szabadkai út                                           | ∫  | 4 76Y |
| 15 | Szalámigyár                                            | 12 | 4 76Y Helyközi buszok |
| 17 | Kecskés telep, Gera Sándor utca                        | 10 | 76Y Helyközi buszok |
| 18 | Kecskés telep, Bódi Vera utca                          | 9  | 76Y Helyközi buszok |
| 20 | Fehérparti lejáró                                      | 7  | 76Y |
| 21 | Verbéna utca                                           | 6  | 76Y |
| 22 | Artézi kút                                             | 5  | 76Y |
| 23 | Gárdonyi Géza utca                                     | 4  | 76Y |
| 24 | Szentmihály, malom                                     | 3  | 76Y |
| 25 | Koppány köz                                            | 2  | 76Y |
| 27 | Szentmihály végállomás                                 | 0  | 76Y |